# Borya subulata
Borya subulata är en enhjärtbladig växtart som beskrevs av G.A.Gardner. Borya subulata ingår i släktet Borya och familjen Boryaceae. Inga underarter finns listade i Catalogue of Life.